# ABM Solid
ABM Solid SA – polskie przedsiębiorstwo budowlane z siedzibą w Tarnowie, notowane na Giełdzie Papierów Wartościowych w Warszawie. Wraz ze spółkami zależnymi prowadzi działalność we wszystkich branżach w sektorze budownictwa. 10 sierpnia 2012 r. Sąd Rejonowy w Tarnowie ogłosił upadłość likwidacyjną ABM SOLID SA oraz powołał syndyka masy upadłości.

## Struktura
ABM Solid SA jest jednostką dominującą grupy kapitałowej, w skład której wchodzą:
- Resbud SA (KRS 0000090954) z siedzibą w Rzeszowie;
- Przedsiębiorstwo Produkcyjno-Usługowe "Trans-Energo" SA (KRS 0000152460) z siedzibą w Radomiu
- ABM Invest sp. z o.o. (KRS 0000261179) z siedzibą w Warszawie;
- ABM Invest Tarnów sp. z o.o. (KRS 0000291412) z siedzibą w Tarnowie;
- ABM Wschód sp. z o.o. (KRS 0000310847) z siedzibą w Tarnowie;
- ABM Silesia sp. z o.o. (KRS 0000345137) z siedzibą w Jaworznie;
- Bio Solid sp. z o.o. (KRS 0000054612) z siedzibą w Dębnie;
- WPRM sp. z o.o. (KRS 0000246563) z siedzibą w Wągrowcu[1].

## Działalność
Grupa ABM SOLID to spółki budowlane, działające we wszystkich segmentach branży budowlanej. ABM SOLID wykonuje w systemie "pod klucz" obiekty przemysłowe: hale produkcyjne, magazyny; obiekty użyteczności publicznej: administracyjno-biurowe, sportowe, centra handlowe; budynki mieszkalne wielorodzinne; inżynieryjne: sieci kanalizacyjne i wodociągowe, zakłady utylizacji odpadów komunalnych, regulacje rzek i potoków, obiekty hydrotechniczne, drogi oraz mosty drogowe i kolejowe.

## Historia
W 1991 powstała spółka Exbud-20, należąca do grupy kapitałowej Exbud SA. Zajmowała się początkowo handlem, a od 1993 – działalnością budowlaną jako inwestor zastępczy i podwykonawca. W 1998 spółka zmieniła właściciela i zaczęła działać samodzielnie jako ABM Solid. W 2000 przedsiębiorstwo przejęło firmę Agromex (obecnie: Bio Solid). W 2006 założyło spółkę deweloperską ABM Invest. W 2007 uzyskało kontrolę nad Resbudem. Również w 2007 powstała druga spółka deweloperska – ABM Invest Tarnów. Kolejne firmy przejęte przez ABM Solid w 2007 to: Trans-Energo SA, Res-Almet sp. z o.o. i Wytwórnia Konstrukcji Stalowych w Grybowie. W lipcu 2007 przedsiębiorstwo zadebiutowało na Giełdzie Papierów Wartościowych w Warszawie, gdzie jego akcje są notowane od 28 sierpnia 2007. W czerwcu 2008 powstała spółka ABM WSCHÓD Sp. z o.o., której celem jest prowadzenie działalności budowlanej w państwach Europy Wschodniej. W dniu 31 grudnia 2008 r. została dokonana rejestracja poprzez połączenie spółek ABM SOLID S.A. (Spółka Przejmująca) i RES - ALMET Sp. z o.o. (Spółka Przejmowana) - przejęta spółka  funkcjonuje jako oddział o nazwie RESALMET Rzeszów. W grudniu 2009 powstała spółka ABM SILESIA Sp. z o.o, której celem jest prowadzenie działalności budowlanej w rejonach Górnego i Dolnego Śląska. W 2010 roku w skład Grupy Kapitałowej weszła Spółka WPRM Sp. z o.o. z siedzibą w Wągrowcu.

## Akcjonariat
Według danych z lutego 2008 największymi akcjonariuszami spółki są:
- prezes Marek Pawlik, posiadający 29,04% akcji i 36,62% głosów na WZA;
- Firma Barbara Barbara Pawlik – 16,41% akcji i 20,71% głosów;
- Barbara Pawlik – 8,85% akcji i 10,35% głosów.

Pozostali posiadają 45,70% akcji i 32,32% głosów.